# Phare de Bokel Caye
Le phare de Bokel Caye (en espagnol : Faro de Cayo Bokel) est un phare actif situé sur la caye Bokel de l'atoll Turneffe, dans la District de Belize au Belize.
Le phare, fonctionnant à l'énergie solaire, est exploité et entretenu par l'autorité portuaire de Belize.

## Histoire
La caye Bokel est une petite île située à l'extrémité sud de l'atoll. En 1896, des feux ont été installés sur deux mâts de 18 mètres, séparés de 45 mètres. Le phare actuel est situé au sud le l'île, marquant l’extrémité sud de l’atoll de Turneffe.

## Description
Le phare actuel est une tour métallique pyramidale à claire-voie, avec une galerie et une lanterne de 10 m de haut, montée sur une plateforme carrée supportée par des pieux. Il émet, à une hauteur focale d'environ 10 m, trois éclats blancs par période de 10 secondes. Sa portée n'est pas connue.

## Identifiants
- ARLHS : BLZ-001
- Amirauté : J5942
- NGA : 110-16284 .

## Caractéristique dufeu maritime
- Fréquence : 2 secondes (R)
- Lumière : 1 seconde
- Obscurité : 1 seconde

|                |
| Atoll Turneffe |

### Lien connexe
- Liste des phares du Belize